# Brachymystax tumensis
Brachymystax tumensis es un pez que pertenece a la familia Salmonidae. Habita en ríos y lagos de Asia del Este. Es muy parecido a la especie Brachymystax lenok y se suele relacionar estrechamente, aunque existen diferencias en la morfología y la genética.
Brachymystax tumensis se encuentra ampliamente en el sureste de Rusia, aunque también en el noreste y centro del país (incluyendo la Isla de Sajalín), así como el noreste de Mongolia (cuenca del río Amur), el norte de China y Corea (por ejemplo, en el río Tumen).